# Dietrich Leberecht von Schimonsky
Dietrich Leberecht von Schimonsky (* 2. August 1740 in Stolpe, Pommern; † 21. Februar 1826 auf Gut Striese, Schlesien) war ein preußischer Generalmajor und Regimentschef des Infanterieregiments Nr. 40.
Der Generalmajor Christian Friedrich von Schimonski war sein Bruder.

## Leben
Schimonsky studierte an der Albertus-Universität von Königsberg, als er im Jahr 1758 mit Beginn des Siebenjährigen Krieges zur Preußischen Armee ging. Er erhielt in der Schlacht bei Kunersdorf sieben schwere Kopfwunden und wurde mit drei Trepanationen behandelt. Diese überlebte er nicht nur, sondern kämpfte später noch in den Schlachten von Torgau und Freiberg. Er blieb beim Militär und kämpfte später im Bayerischen Erbfolgekrieg.
Während des Ersten Koalitionskrieges führte er als Major ein Grenadier-Bataillon des Regiments „Schönfeld“ Nr. 49. Für seine Taten erhielt das Regiment durch König Friedrich Wilhelm II. die Erlaubnis, ein Wappen mit zwölf Kanonen zu führen. Am 7. Januar 1793 erhielt Schimonsky für das Gefecht bei Hochheim den Orden Pour le Mérite.
Am 16. Januar 1796 wurde er Oberst, am 7. April 1797 Kommandeur des Regiments „Müffling“ Nr. 49 und am 20. Juni 1798 Oberst mit Patent zum 17. Juni 1796. Am 20. Oktober 1805 erhielt er das in Schweidnitz stationierte Infanterieregiment Nr. 40 und wurde am 20. Mai 1806 zum Generalmajor mit Patent zum 26. Mai 1806 ernannt. Mit seinem Regiment zog er in den Krieg von 1806. Er geriet  bei der Kapitulation von Magdeburg in Gefangenschaft und wurde am 11. November 1806 inaktiv gestellt. Noch am 23. April 1807 erhielt er die Mitteilung, dass seine Auswechselung nicht erfolgen könne, bevor nicht das Kriegsgerichtsverfahren wegen der Kapitulation von Magdeburg abgeschlossen sei. Am 14. November 1809 erfolgte der Spruch des Kriegsgerichts: Der General wurde kassiert und zu 2 Jahren Festungshaft in Glatz verurteilt. Am 11. Januar 1810 erhielt er die Erlaubnis, den Arrest in der Stadt absitzen zu dürfen. Dazu wurde ihm am 10. Februar 1810 ein Unterhalt von 15 Talern monatlich bewilligt. Er bat 1812 um ein erneutes Verfahren; das wurde aber am 9. Oktober 1812 abschlägig beschieden. Er zog sich danach auf seine Güter zurück.

## Familie
Er heiratete 1782 Josepha von Scholz. Das Paar hatte 14 Kinder, von denen ihn sechs überlebten, darunter:
- Johann Friedrich Wilhelm (* 16. Dezember 1784; † 8. Februar 1836), Hauptmann a. D.
- Henriette (* 1787; † 24. Oktober 1790)
- Amalie Jakobine Charlotte Rosalie (* 1. September 1790)
- Wilhelmine Antonie Emilie (* 1. Oktober 1791; † 29. Dezember 1791)
- Floriane Emilie Auguste (* 23. September 1794)
- Wilhelm Heinrich Leberecht (* 6. Oktober 1795)
- Josepha Karola Henriette (* 27. Mai 1797)
- Paula Gottliebe Charlotte Sophie (* 2. Juni 1799; † 12. Juni 1799)